# Mistrzostwa Japonii w Lekkoatletyce 2011
95. Mistrzostwa Japonii w Lekkoatletyce – zawody lekkoatletyczne, które odbyły się w mieście Kumagaya od 10 do 12 czerwca 2011.

## Rezultaty

### Mężczyźni
| Konkurencja:                  | 1. miejsce         | Rezultat | 2. miejsce        | Rezultat | 3. miejsce        | Rezultat |
| Bieg na 100 m                 | Masashi Eriguchi   | 10,38    | Yusuke Kotani     | 10,40    | Sota Kawatsura    | 10,49    |
| Bieg na 200 m                 | Shinji Takahira    | 20,49    | Hitoshi Saitō     | 20,62    | Yuichi Kobayashi  | 20,62    |
| Bieg na 400 m                 | Yūzō Kanemaru      | 45,68    | Hideyuki Hirose   | 45,84    | Yusuke Ishitsuka  | 46,20    |
| Bieg na 800 m                 | Masato Yokota      | 1:47,24  | Takeshi Kuchino   | 1:48,34  | Yasuhiro Makino   | 1:48,36  |
| Bieg na 1500 m                | Hiroshi Ino        | 3:48,59  | Yuya Konishi      | 3:48,92  | Toshiki Imazaki   | 3:49,18  |
| Bieg na 5000 m                | Kazuya Watanabe    | 13:37,41 | Yuki Sato         | 13:38,19 | Tetsuya Yoroizaka | 13:39,88 |
| Bieg na 10000 m               | Yuki Sato          | 28:10,87 | Akinobu Murasawa  | 28:15,63 | Tsuyoshi Ugachi   | 28:20,40 |
| Bieg na 3000 m z przeszkodami | Tsuyoshi Takeda    | 8:37,14  | Hiroyoshi Umegae  | 8:37,69  | Jun Shinotou      | 8:41,80  |
| Bieg na 110 m przez płotki    | Wataru Yazawa      | 13,86    | Kenji Yahata      | 13,88    | Yuji Ohashi       | 13,89    |
| Bieg na 400 m przez płotki    | Takayuki Kishimoto | 49,28    | Yuta Imazeki      | 49,61    | Takatoshi Abe     | 49,81    |
| Skok wzwyż                    | Naoto Tobe         | 2,22     | Takashi Eto       | 2,19     | Hikaru Tsuchiya   | 2,19     |
| Skok o tyczce                 | Daichi Sawano      | 5,40     | Takafumi Suzuki   | 5,30     | Hiroki Ogita      | 5,30     |
| Skok w dal                    | Yohei Sugai        | 7,94     | Rikiya Saruyama   | 7,74     | Mamoru Niimura    | 7,69     |
| Trójskok                      | Shinya Sogame      | 16,42    | Yohei Kajikawa    | 16,18    | Daigo Hasegawa    | 16,14    |
| Pchnięcie kulą                | Yohei Murakawa     | 18,35    | Ken Toyosato      | 17,28    | Sotaro Yamada     | 17,19    |
| Rzut dyskiem                  | Shiro Kobayashi    | 55,42    | Shigeo Hatakeyama | 55,16    | Yuji Tsutsumi     | 54,70    |
| Rzut młotem                   | Kōji Murofushi     | 77,01    | Hiroshi Noguchi   | 70,12    | Hiroaki Doi       | 68,07    |
| Rzut oszczepem                | Yukifumi Murakami  | 82,75    | Genki Dean        | 79,20    | Ken Arai          | 78,87    |

### Kobiety
| Konkurencja:                  | 1. miejsce        | Rezultat | 2. miejsce                 | Rezultat | 3. miejsce       | Rezultat |
| Bieg na 100 m                 | Chisato Fukushima | 11,39    | Kana Ichikawa              | 11,61    | Nao Okabe        | 11,74    |
| Bieg na 200 m                 | Chisato Fukushima | 23,44    | Kana Ichikawa              | 23,62    | Nao Okabe        | 23,97    |
| Bieg na 400 m                 | Miho Shingu       | 54,16    | Chihiro Tanaka             | 54,27    | Sayaka Aoki      | 54,35    |
| Bieg na 800 m                 | Akari Kishikawa   | 2:03,34  | Ruriko Kubo                | 2:04,46  | Ayako Jinnouchi  | 2:05,78  |
| Bieg na 1500 m                | Mika Kobayashi    | 4:20,41  | Akane Yabushita            | 4:20,54  | Rei Ohara        | 4:20,55  |
| Bieg na 5000 m                | Megumi Kinukawa   | 15:09,96 | Hitomi Niiya               | 15:20,35 | Yuriko Kobayashi | 15:42,85 |
| Bieg na 10000 m               | Kayo Sugihara     | 32:18,79 | Remi Nakamoto              | 32:20,81 | Hikari Yoshimoto | 32:25,77 |
| Bieg na 3000 m z przeszkodami | Minori Hayakari   | 9:52,98  | Misato Horie               | 10:02,24 | Azusa Saito      | 10:05,40 |
| Bieg na 100 m przez płotki    | Ayako Kimura      | 13,32    | Airi Ito                   | 13,48    | Chie Kiriyama    | 13,56    |
| Bieg na 400 m przez płotki    | Satomi Kubokura   | 55,81    | Miyabi Tago                | 56,90    | Shiori Miki      | 56,92    |
| Skok wzwyż                    | Miyuki Fukumoto   | 1,79     | Kiyoka Akitsuka            | 1,76     | Yuki Mimura      | 1,73     |
| Skok o tyczce                 | Tomomi Abiko      | 4,20     | Miho Imano Ikuko Nishikori | 4,00     |                  |          |
| Skok w dal                    | Kumiko Imura      | 6,39     | Hanako Kotake              | 6,34     | Saeko Okayama    | 6,29     |
| Trójskok                      | Sayuri Takeda     | 13,12    | Fumiyo Yoshida             | 12,80    | Waka Maeda       | 12,80    |
| Pchnięcie kulą                | Yukino Otani      | 15,44    | Yukiko Shirai              | 15,39    | Yoko Toyanaga    | 14,86    |
| Rzut dyskiem                  | Yuka Murofushi    | 51,85    | Ayumi Takahashi            | 51,31    | Ai Shikimoto     | 49,17    |
| Rzut młotem                   | Masumi Aya        | 66,32    | Yuka Murofushi             | 64,79    | Wakana Sato      | 56,74    |
| Rzut oszczepem                | Risa Miyashita    | 60,08    | Yuki Ebihara               | 59,98    | Haruka Matoba    | 55,70    |